# HD253252
HD253252 — хімічно пекулярна зоря спектрального класу
A4 й має видиму зоряну величину в смузі V приблизно 10,3.